# Маховка (Харьковская область)
Маховка (укр. Махівка) — село в Кондрашовском сельском совете Купянского района Харьковской области Украины.
На карте 1977 года население указано 9 человек.
Село ликвидировано в ? году.

## Географическое положение
Село Маховка примыкает к селу Нечволодовка.

## Экономика
- Молочно-товарная ферма.
- Купянский гослеспитомник.